# Tratado de Copenhaga (1660)

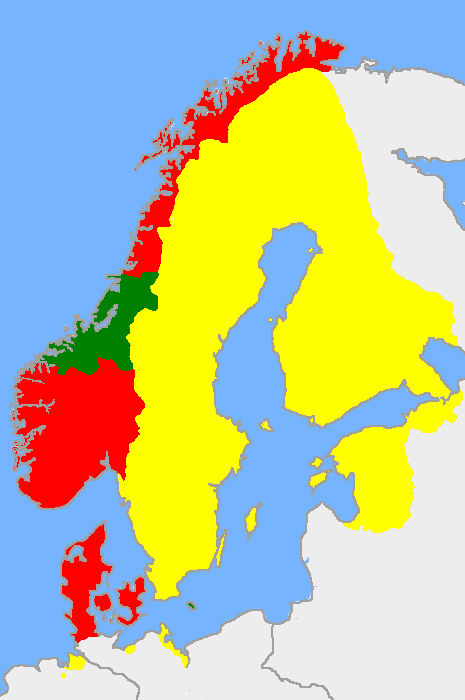
A Suécia em amarelo. Reino da Dinamarca e Noruega em vermelho. A Suécia teve que devolver a província de Trøndelag e a ilha de Boríngia (em verde)

O Tratado de Copenhaga ou Tratado de Copenhague foi assinado em 6 de junho de 1660 e marcou o fim da Guerra dos Trinta Anos ou Segunda Guerra do Norte entre a Suécia e a aliança do Reino da Dinamarca e Noruega e a Polónia-Lituânia. Este tratado foi uma pequena sequela ao Tratado de Roskilde, o qual declarou as fronteiras oficiais da Dinamarca, Suécia e Noruega, limites que são quase coincidentes com os atuais.

## Antecedentes
O rei da Suécia Carlos X Gustavo queria mais do que oferecia o Tratado de Roskilde, assinado em fevereiro de 1658. Assim, no verão de 1658, atacou novamente Copenhaga utilizando as suas tropas com base na Zelândia, após o primeiro assédio da cidade. Mas Copenhaga resistiu, enquanto os navios holandeses a defendiam contra a frota sueca e se deslocavam para proteger Copenhaga. Para além disso, na Jutlândia, os dinamarqueses recuperavam e perseguiam a armada sueca. Carlos X Gustavo morreu em fevereiro de 1660 em Copenhaga, pelo que o seu filho Carlos XI se tornou em rei da Suécia, aos quatro anos de idade.
Em 6 de junho de 1660 sob a égide de Inglaterra, representada por Algernon Sidney, e França, representada por Hugues de Terlon, assina-se um tratado de paz entre a Suécia, dirigida por Carlos XI, e a Dinamarca, dirigida por Frederico III:
- A Dinamarca cede à Suécia a Escânia, Bohuslän, Blekinge e Halland, confirmando o Tratado de Roskilde;
- O rei da Dinamarca troca a ilha sueca de Bornholm por terras da Escânia que pertenciam aos nobres dinamarqueses;
- Trondheim, então sueca, volta ao domínio norueguês;
- Suécia renuncia às suas conquistas na Dinamarca.

## Consequências
Na Dinamarca, a nobreza debilitada converteu-se no bode expiatório das perdas do reino. Por meio de um golpe de Estado, o rei Frederico III instaurou a monarquia hereditária e absoluta.